# Sex and the Other Woman
Sex and the Other Woman é uma comédia romântica britânica de 1972 dirigida por Stanley A. Long. É estrelado por Bartlett Mullins, Peggy Ann Clifford, Maggie Wright, Anthony Bailey e Margaret Burton nos papéis principais. O filme é uma obra cinematográfica que explora quatro narrativas de infidelidade conjugal, unidas pela temática da sexualidade e do protagonismo das "outras mulheres" em diferentes fases e contextos da vida. A produção e a distribuição do filme ficaram a cargo da Salon Productions, uma empresa especializada em conteúdo audiovisual.